# تقييم يركز على التصميم
التقييم المركز للتصميم (DFE) هو نهج لتقييم جودة التعليم. في هذا النهج يركز التقييم على وجه التحديد على فعالية المواءمة البناءة في تصميم الدورة (الموضوع، الورق، الوحدة). وقد تم تطويره للاستخدام في قطاع التعليم العالي ولكن له أهمية في بيئات التدريب أيضا، ويمكن تطبيقه على نطاق واسع في أي بيئة تعليمية.

## التاريخ
تم تطوير DFE بواسطة كالفين سميث، باحث تعليمي في أستراليا، لمعالجة حقيقة أن معظم نظم التقييم تنطوي على التركيز على المدخلات (نوعية التعليم، ونوعية الموارد، وما إلى ذلك) أو النواتج/النتائج (مثل نتائج التعلم). وحيثما تدرج المدخلات والنتائج في نهج ما، تكون البنود منفصلة (مثل استبيان تجربة الدورة الدراسية (Ramsden 1991) الذي يتضمن جداول على المدخلات ومقياسا لتنمية المهارات العامة كنتائج). ولم يكن هناك في ذلك الوقت أي نهج يركز على مواءمة أنشطة التعلم وأهداف التعلم.

## الاستخدامات
يتم استخدام DFE في المقام الأول لجمع تصورات الطلاب لفعالية المواءمة (أنشطة التدريس والتعلم مع أهداف التعلم) في تصميم دورة أو وحدة دراسية (أو جزء منها). والسبب في ذلك هو أنه يعتبر ممارسة تصميم عالية الجودة أن يتم محاذاة أنشطة التعلم وأهداف التعلم (Biggs وTang 2007). لذلك، تعني «الفعالية» هنا «الدرجة التي دعمت بها أنشطة التدريس والتعلم تطوير نتائج التعلم».

## مقاربة
DFE هو نهج قائم على المسح لجمع البيانات التقييمية، وبالتالي فإنه يولد بيانات كمية. ويعتمد هذا النهج اعتمادا كبيرا على طريقة كتابة البنود للدراسات الاستقصائية المستخدمة. هناك توضيح واضح لكيفية كتابة العناصر لنهج DFE في سميث (2008). باختصار، يتكون كل سؤال في جزأين ملتصقين ببنية نحوية تقوم بعمل '... ساعدني على التعلم...'. يقوم الجزء الأول من السؤال بفهرسة نشاط التدريس والتعلم (على سبيل المثال «جلسة المختبر حول التشريح...») والجزء الثاني يقوم بفهرسة هدف التعلم ('... كيفية تشريح الجذع البشري.').
أحد التعقيدات في هذه العملية هو أنه على كلا الجانبين من هيكل البند يمكن أن تكون هناك درجات متفاوتة من خصوصية العمومية (أو التفاصيل). قارن العناصر الثلاثة التالية جميعها مستقرة على الجانب الأيمن، ولكنها تختلف على الجانب الأيسر:
- ساعدتني سلسلة المحاضرات العشرين على تعلم قواعد المنطق
- ساعدتني المحاضرات الثلاث في تعلم قواعد المنطق
- ساعدتني محاضرة الضيف التي ألقاها د. جيفيس في تعلم قواعد المنطق.

تصبح هذه العناصر محببة بشكل متزايد، أو أكثر تحديدًا، والانتقال من الإشارة إلى جميع المحاضرات وصولاً إلى جلسة محاضرات محددة. نفس المسألة من درجات التفاصيل / التحديد يمكن أن تنطبق على الجانب الهدف التعلم من بناء البند. النظر في العناصر الثلاثة التالية:
- ساعدني الكتاب المدرسي على تعلم قواعد المنطق
- ساعدني الكتاب المدرسي على تعلم هياكل وأشكال الحجج
- ساعدني الكتاب المدرسي على رسوم طريقة العمل.

مرة أخرى، تزداد درجة التحديد مع كل خطوة.
تعني هذه القدرة أن نهج DFE مرن للغاية ويسمح لمصمم الدورة التدريبية باستهداف جوانب محددة من تصميم الدورة التدريبية. وهذا يسمح بنهج أكثر إستراتيجية لتصميم التقييم، ويسمح بالاستخدام الانتقائي والعالي الرافعة المالية لـ «العقارات» المحدودة في أي أداة مسح.
وثمة ملاحظة أخرى بشأن نطاق كل جانب من بنود بند التعليم من الناحية الاستراتيجية، وهي أنه، فضلا عن كونه عاما أو محددا إلى حد ما، يمكن أن يشير إلى أنشطة التدريس والتعلم أو أهداف التعلم (على التوالي). مثال على ذلك هو عندما يشار إلى «الدورة» أو «التعلم». ولنتأمل هنا ما يلي: «ساعدتني الدورة على التعلم». في هذه الحالة فإن الإشارة إلى المقرر الدراسي هي إشارة ضمنية إلى جميع أنشطة التدريس والتعلم التي عاشها الطالب. وبالمثل، فإن الإشارة إلى «التعلم» في هذه الحالة تعني جميع أهداف التعلم في الدورة. ومن ناحية ما، فإن الإشارات الضمنية إلى أهداف التعلم أو أنشطة التدريس والتعلم هي المستوى المرجعي الأكثر عمومية، ولكن هناك تمييز في DFE   بين الإشارات العامة أو العامة إما إلى TLAs أو LOBs والإشارات الضمنية.
من خلال هذه الفئات الثلاث، يمكن وضع جدولة متقاطعة لتركيبات من المكونات اليسرى واليمنى من عناصر DFE. وهذا مفيد في مساعدة مصممي استطلاعات DFE المبتدئين على تطوير العناصر (الجدول 1).
الجدول 1 - تسع مجموعات من ضمنية عامة محددة
|   | S  | G  | I  |
| S | SS | SG | SI |
| G | GS | GG | GI |
| I | IS | IG | II |

في الجدول:
- S = محدد
- G = عام
- I = ضمني

فيما يلي بعض الأمثلة:
- SS: ساعدني عرض الجداول المحورية (S) على معرفة كيفية إعداد المحور لمشروعي (S)
- II: هذه الدورة (I) كانت ممتازة (I)
- GG: ساعدتني المحاضرات (G) على فهم المفاهيم الأساسية لماركسيسيم (G)
- SI: عرض الجداول المحورية (S) كان ممتازا (I)